# Jasper Spanning
Jasper J. Spanning (* 30. August 1987 in Frederiksberg) ist ein dänischer Kameramann und Fotograf.

## Leben
Jasper Spanning wurde 1987 als Sohn des Schauspielers Søren Spanning und der Schauspielerin Karen-Lise Mynster geboren. Er hat zwei Schwestern, darunter die Schauspielerin Rosalinde Mynster.
Seit Ende der 1990er Jahre war Spanning in verschiedenen Funktionen an Filmproduktionen beteiligt. Von 2011 bis 2015 absolvierte er seine Ausbildung an der Den Danske Filmskole.
Er begann seine Karriere als Kameramann zunächst mit zahlreichen Kurzfilmen, Musikvideos und Werbespots. 2015 übernahm er die Kameraarbeit beim Spielfilm Eliten. Nach der Arbeit an mehreren Fernsehserien filmte Spanning 2018 Gustav Möllers Kammerspiel-Thriller The Guilty. Für diese Arbeit war er 2019 für den Robert für die beste Kameraarbeit nominiert. Im Jahr darauf erhielt Spanning diesen Preis für seine Arbeit an May el-Toukhys Erotikdrama Königin.
Er lebt mit seiner Frau und Kindern in Kopenhagen.

## Filmografie (Auswahl)
- 2015: Eliten
- 2016: Fetter (Fernsehserie, 11 Episoden)
- 2017: Die Erbschaft (Arvingerne, Fernsehserie, 2 Episoden)
- 2017: Norskov (Fernsehserie, 3 Episoden)
- 2017: Die Wege des Herrn (Herrens veje, Fernsehserie, 2 Episoden)
- 2018: The Guilty (Den skyldige)
- 2019: Königin (Dronningen)
- 2022: Mörkt hjärta (Fernsehserie, 5 Episoden)
- 2022: Carmen Curlers (Fernsehserie, 2 Episoden)
- 2024: Die Wärterin (Vogter)